# Agrias guyanensis
Agrias guyanensis är en fjärilsart som beskrevs av Le Moult 1926. Agrias guyanensis ingår i släktet Agrias och familjen praktfjärilar. Inga underarter finns listade i Catalogue of Life.